# James Lindsay, 26. Earl of Crawford

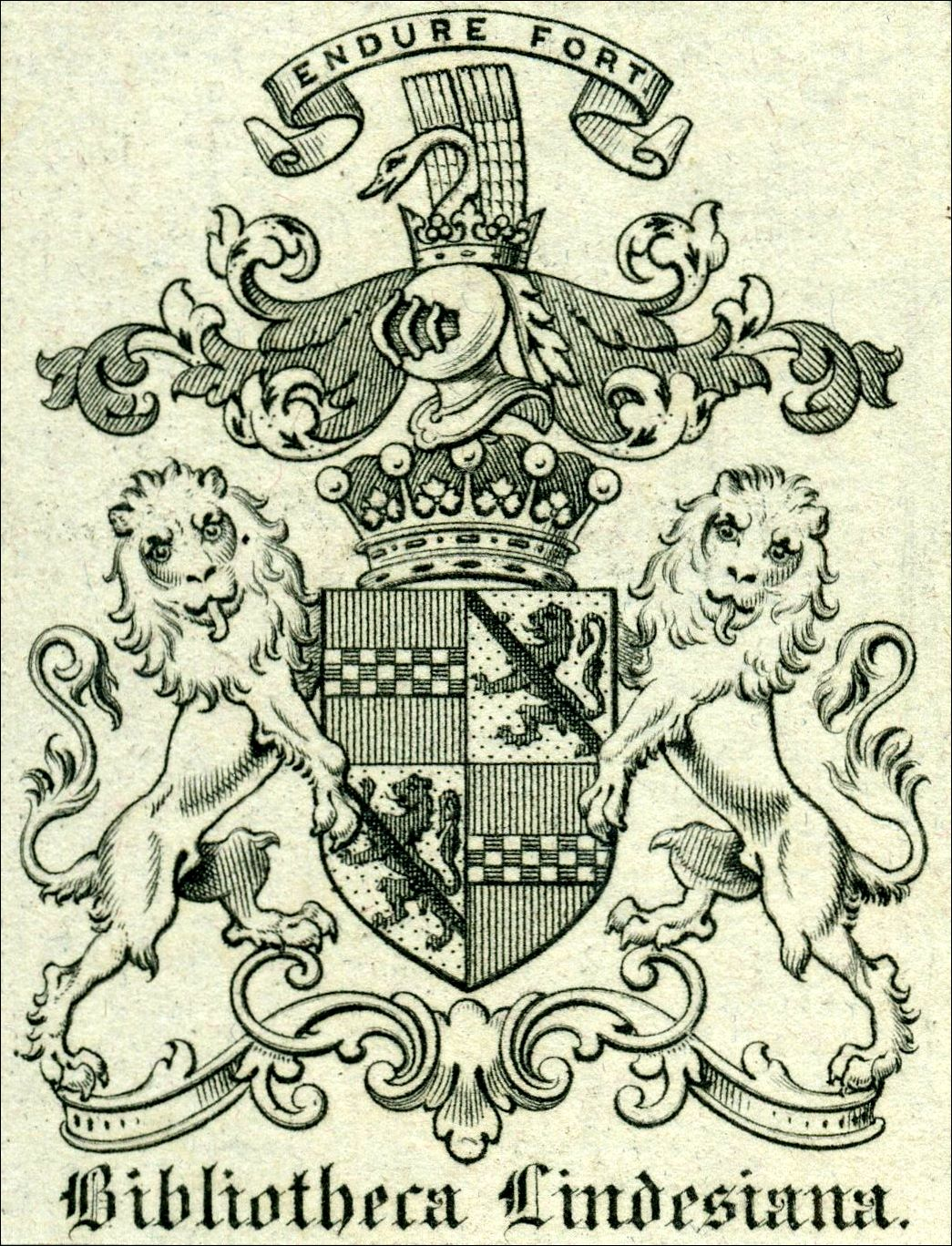
Exlibris für seine Bücher

James Lindsay, 26. Earl of Crawford (* 28. Juli 1847; † 31. Januar 1913) war ein englischer Astronom, Politiker, Büchersammler und Philatelist.

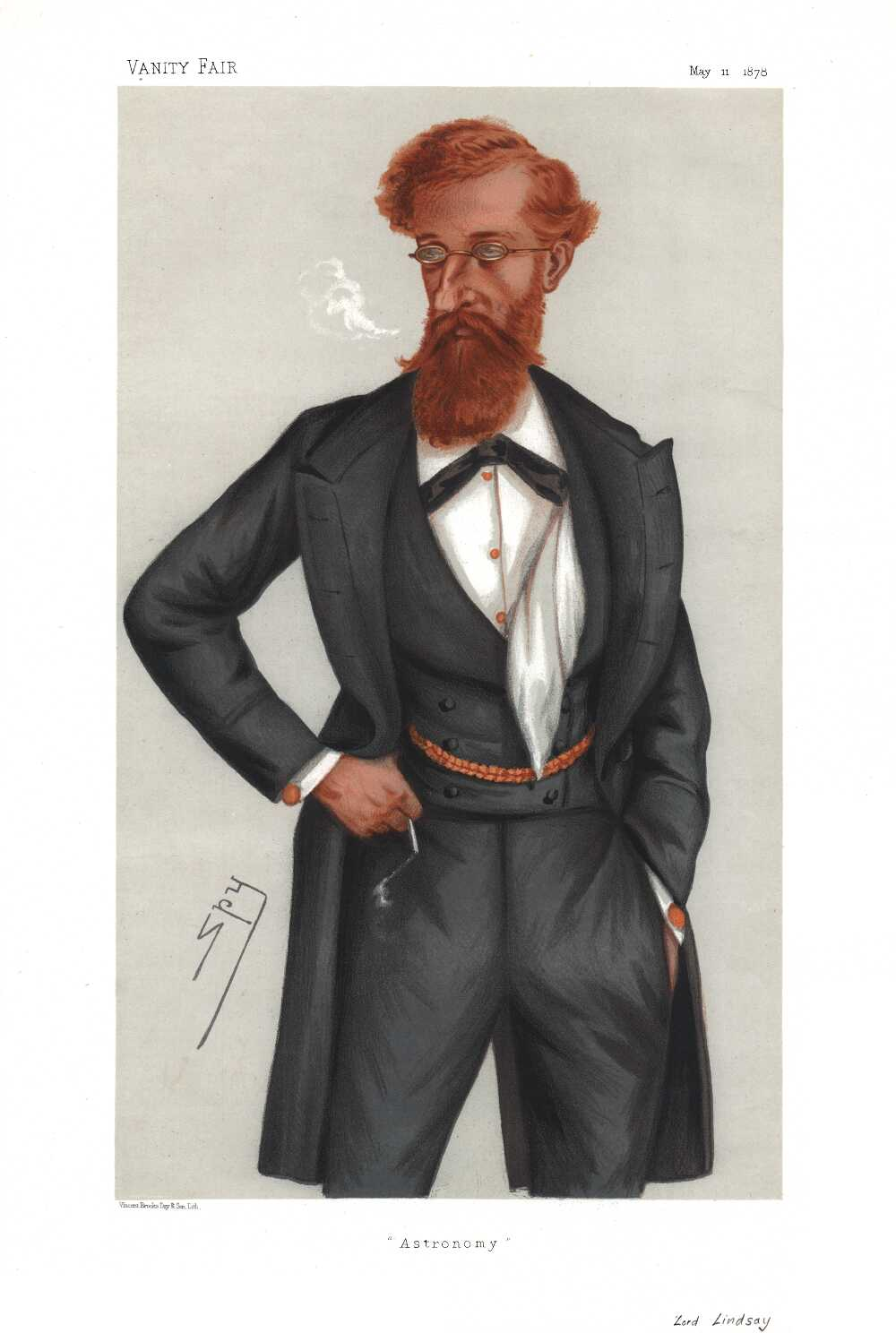
Karikatur von Lindsay von Leslie Ward

Er war ein prominenter Freimaurer und Fellow der Royal Society. Crawford war an Astronomie interessiert und richtete sich ein eigenes Observatorium auf Dunecht House ein, für das er den Astronomen David Gill einstellte, der dort als Pionier der Astrofotografie wirkte (unter anderem des Kometen von 1882). Crawford schickte Expeditionen zur Beobachtung der Sonnenfinsternis 1870 nach Cadiz und des Venustransits 1874 nach Mauritius. 1878 wurde er Präsident der Royal Astronomical Society. Mit einer Stiftung von Büchern und astronomischen Instrumenten rettete er 1888 das Royal Observatory in Edinburgh vor der Schließung (1896 wurde es neu eröffnet).
Es hatte eine der größten Privatbibliotheken überhaupt mit der Bibliotheca Lindesiana, darunter eine der größten philatelistischen Büchersammlungen (teilweise aus dem Besitz von John Kerr Tiffany in St. Louis, dem ersten Präsidenten der American Philatelic Society). Die Bibliothek, die zum größten Teil in Haigh Hall in Lancashire untergebracht war, wurde teilweise von seinem Vater Alexander William Lindsay (1812–1880, dem 25. Earl) aufgebaut. Er vermachte die philatelistische Literatursammlung mit 4500 Büchern an das British Museum, und sie ist heute ein Teil der British Library. Nach ihm ist der philatelistische Literaturpreis namens Crawford-Medaille benannt. Die Manuskriptsammlung der Bibliothek wurde 1901 an die John Rylands Library verkauft, andere Teile kamen in die National Library of Scotland, die Cambridge University Library, das British Museum. 
1874 wurde er als Konservativer Mitglied des Unterhauses (Wahlkreis Wigan), was er bis zum Antritt seines Erbes und Titels 1880 blieb.
Sein Sohn Sir Ronald Charles Lindsay (1877–1945) war 1930 bis 1939 britischer Botschafter in den USA.